# Alcanadre (Fluss)

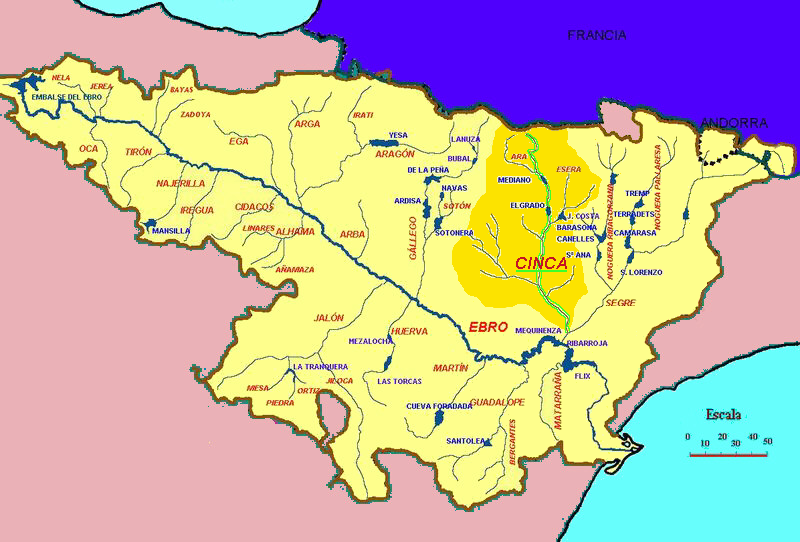
Das Becken des Cinca

Der (Río) Alcanadre ist ein Fluss in der spanischen Provinz Huesca. Er entspringt in der Sierra de Galardón der aragonesischen Pyrenäen, durchfließt die Sierra de Guara und den Somontano und bildet ab Pertusa ein breites Tal, bevor er südlich von Sariñena am Nordrand der Sierra de Alcubierre entlangfließt und schließlich bei Ballobar in den Cinca mündet. Seine wichtigsten Nebenflüsse sind der Río Flumen und der Guatizalema.
In römischer und arabischer Zeit überspannte eine große Brücke bei Pertusa den Alcanadre. Nach dieser und anderen Brücken, arabisch Al-Qanatir, hat der Fluss seinen heutigen Namen.